# هفت خسروانی
خسروانی‌ها (یا خسروانیات یا هفت خسروانی) اشعار هجایی بودند که در ایران پیش از اسلام رایج بودند و همراه با موسیقی مخصوص اجرا می‌شدند. ابداع خسروانی‌ها به باربد (موسیقی‌دان دورهٔ ساسانیان) نسبت داده می‌شود. به خسروانی‌ها با لفظ «سرود خسروانی» نیز اشاره می‌شده‌است.

## تاریخچه
در دوران ساسانیان، قطعه‌های موسیقی بر اساس پرده‌های سازندهٔ آن‌ها بررسی می‌شدند و آن‌ها که با هم مشابهت داشتند در یک دسته قرار می‌گرفتند. به این روش هفت دسته به دست می‌آمد که هر دسته را یک خسروانی و به مجموعهٔ آن‌ها هفت خسروانی می‌نامیدند.
اگر چه نام همهٔ این هفت خسروانی در اسناد نیامده ولی صفوت نام برخی از آن‌ها به قرار زیر ذکر می‌کند: سکاف، ماداروسنان، سائیکاد، سیسوم (ششم)، جوبران. و حسینعلی ملاح نام آن‌ها را به این قرار می‌داند: بهار، بندستان، آپرین، مادوزسپان، ششم، گوه، اسپراس.
داریوش صفوت به نقل از حسینعلی ملاح  می‌نویسد که بعد از اسلام، بدون در نظر گرفتن منطقی که موجب پیدایش هفت خسروانی شد، به تناسب ماه‌های سال تعداد آن‌ها را از ۷ به ۱۲ افزایش دادند و به این ترتیب مقام‌های دوازده‌گانه به دست آمدند. صفوت همچنین هفت خسروانی را با آنچه عوفی «هفت دستگاه شاهانه» نامیده و مسعودی «طرق ملوکیه» نامیده برابر می‌داند.

## در موسیقی معاصر
اگر چه از هفت خسروانی اطلاعات مستندی در دست نیست تا بتوان امتداد آن‌ها در موسیقی معاصر را اثبات یا رد کرد، اما احتمال دارد که گوشهٔ خسروانی که در ردیف موسیقی ایران در دستگاه‌های ماهور و راست‌پنج‌گاه و آواز بیات زند وجود دارد، به خسروانی‌های باربد مرتبط باشد.